# Dolo
För andra betydelser, se Dolo (olika betydelser).
Dolo är en kommun i departementet Côtes-d'Armor i regionen Bretagne i nordvästra Frankrike. Kommunen ligger i kantonen Jugon-les-Lacs som tillhör arrondissementet Dinan. År 2018 hade Dolo 700 invånare.

## Befolkningsutveckling
Antalet invånare i kommunen Dolo
Referens:INSEE